# グルタコン酸CoAトランスフェラーゼ
グルタコン酸CoAトランスフェラーゼ(Glutaconate CoA-transferase、EC 2.8.3.12)は、以下の化学反応を触媒する酵素である。
アセチルCoA + (E)-グルタコン酸{\displaystyle \rightleftharpoons }酢酸 + グルタコニルCoA
従って、基質はアセチルCoAと(E)-グルタコン酸の2つ、生成物は酢酸とグルタコニルCoAの2つである。
この酵素は転移酵素、特にCoAトランスフェラーゼに分類される。系統名は、アセチルCoA:(E)-グルタコン酸CoA-トランスフェラーゼ(acetyl-CoA::(E)-glutaconate CoA-transferase)である。この酵素は、スチレン分解及びブタン酸代謝に関与している。